# Верламион
Верламион (Verlamion — «селение над болотом») — кельтское поселение на реке Вер, основанное около 20 года до н. э. Таскиованом (Tasciovanus), королём племени катувеллаунов. Верламион служил им столицей, где также чеканилась монета. Во время римского завоевания в 43 году н. э. Верламион был переименован в Веруламиум (нынешний Сент-Олбанс).